# Lycium chinense
Lycium chinense o cauquí es una especie de Lycium perteneciente a la familia de las solanáceas.

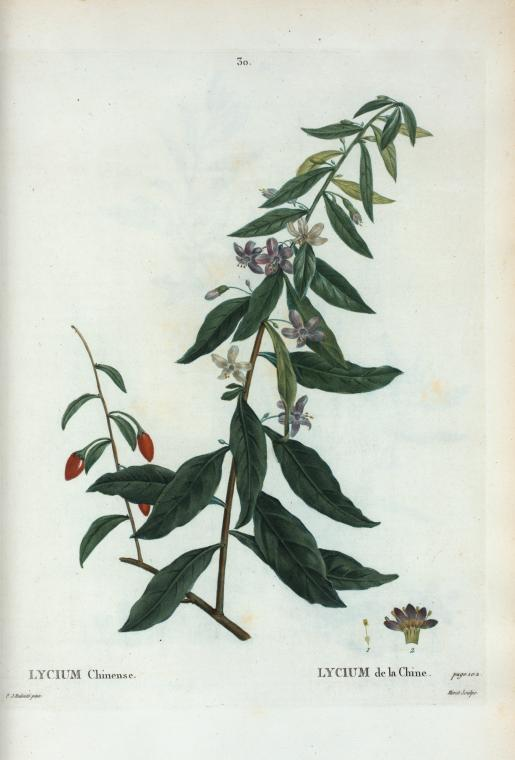
Ilustración

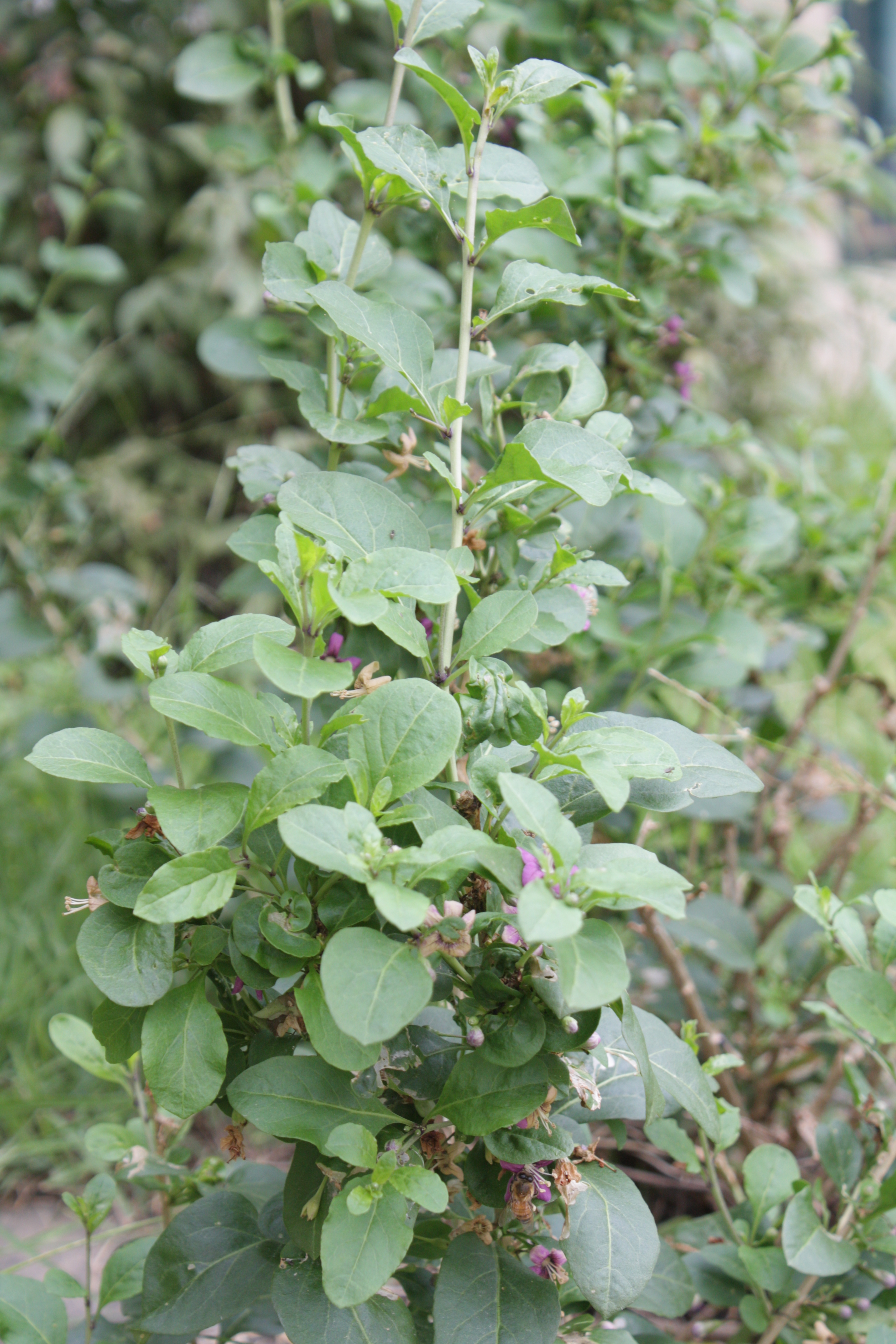
Vista de la planta

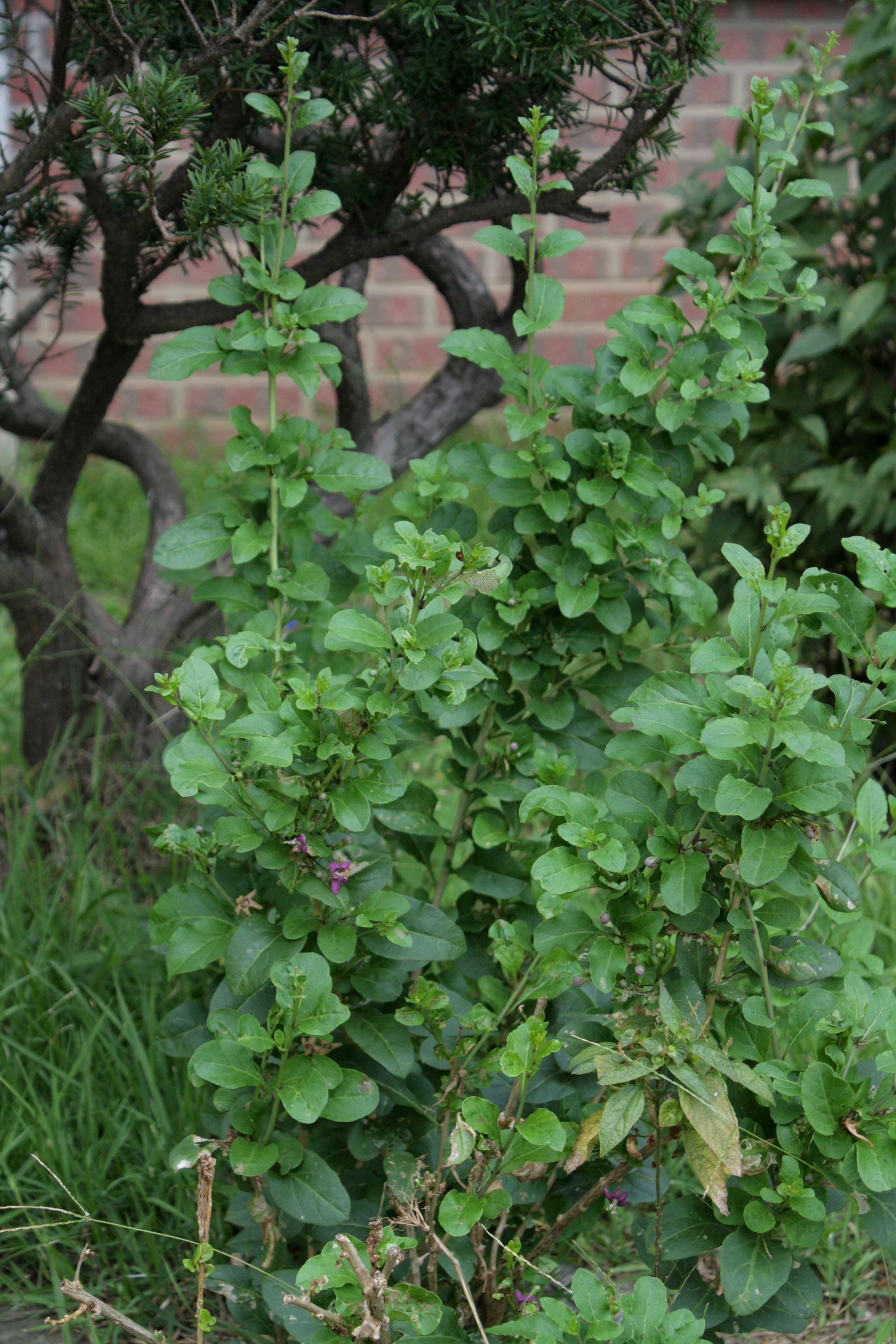
Detalle de la planta

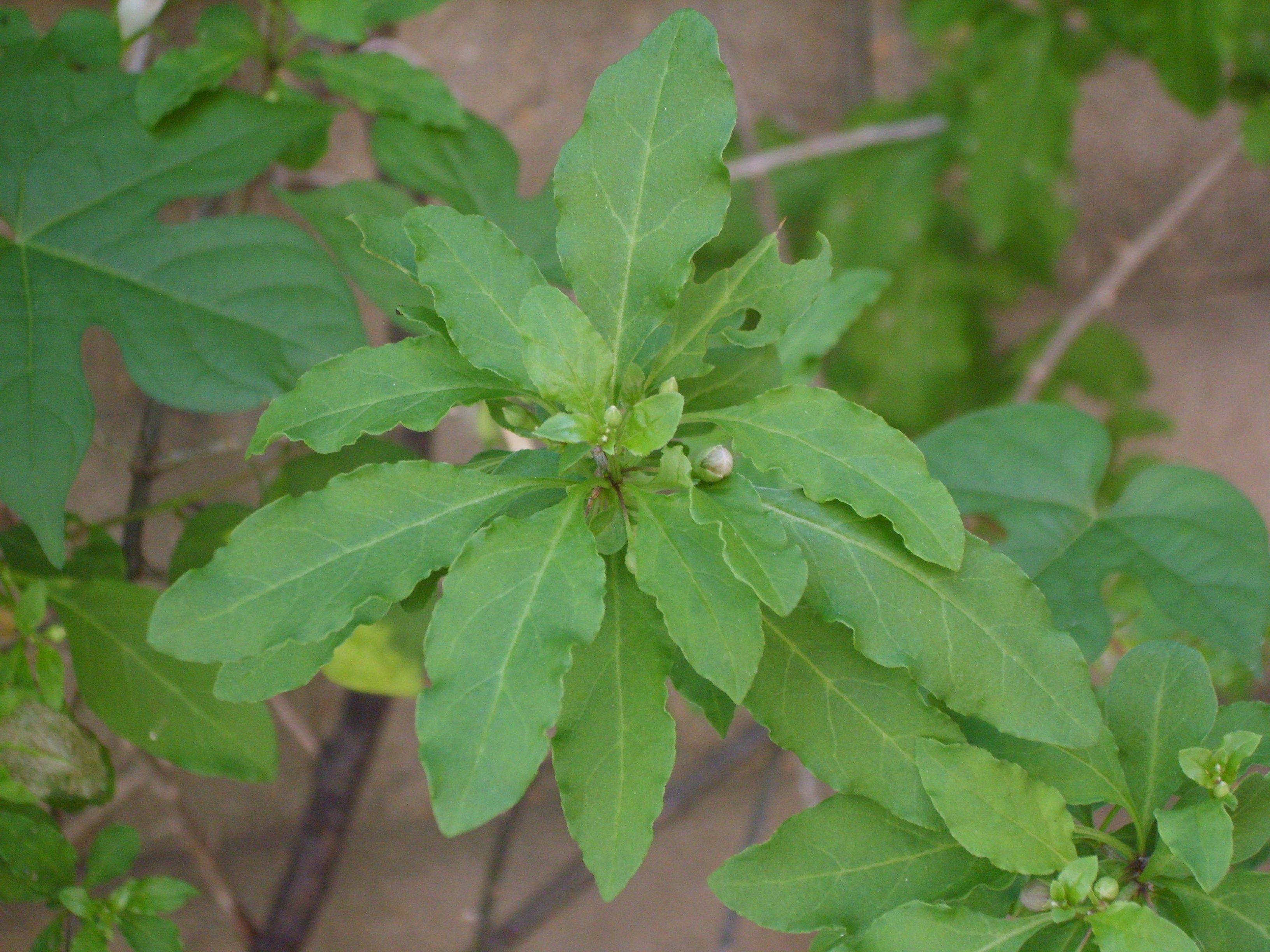
hojas

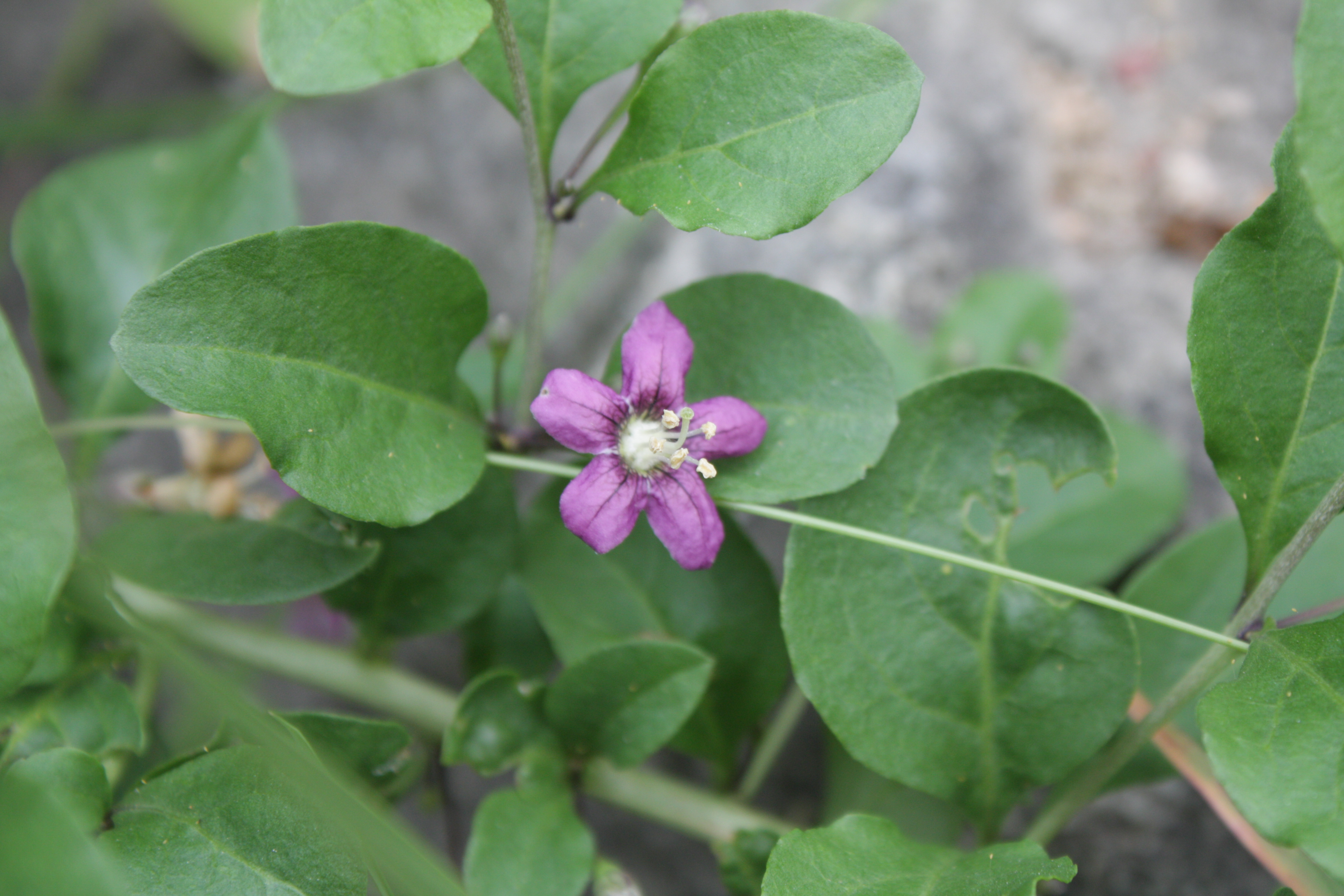
Detalle de la flor

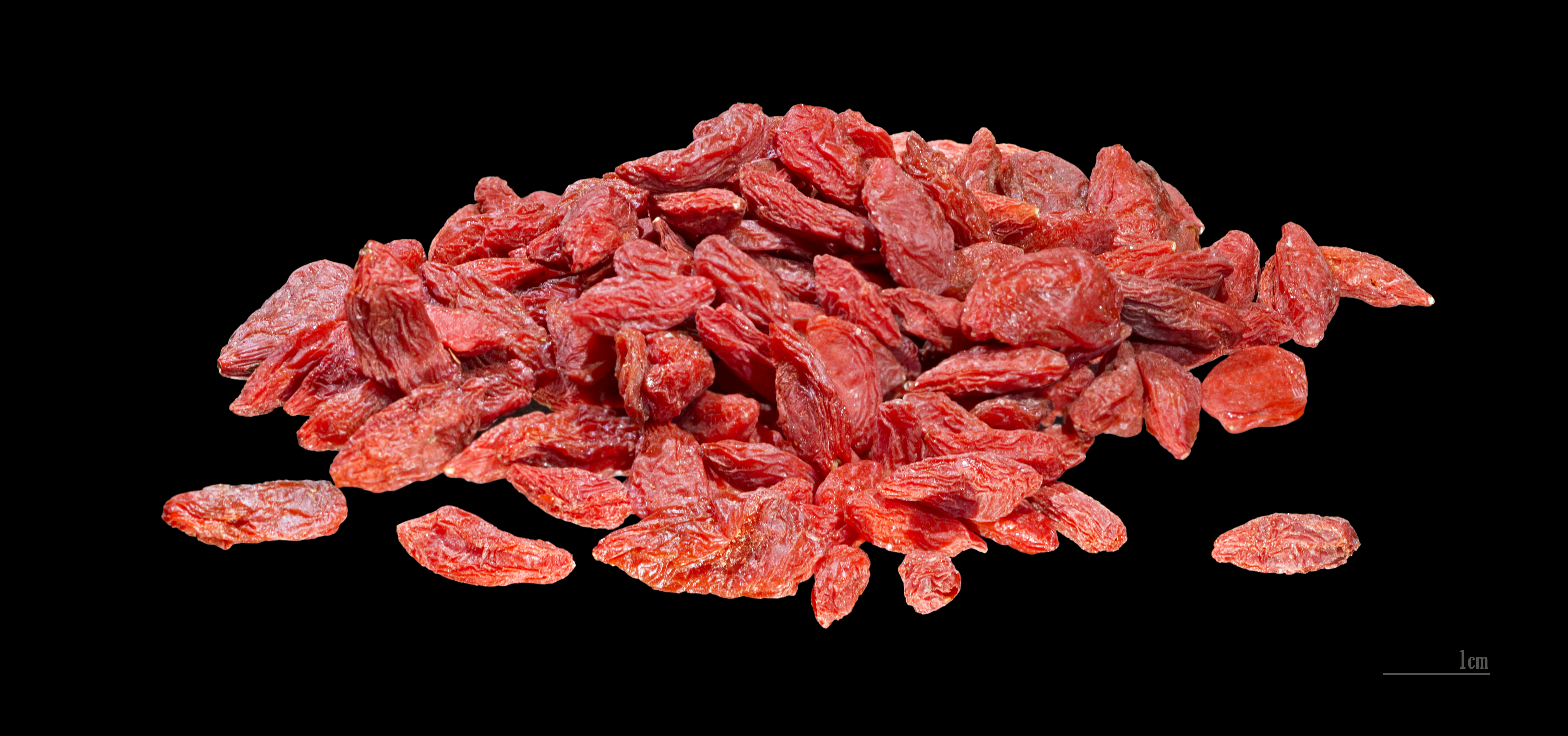
Fruta seca

## Descripción
Es un arbusto que alcanza un tamaño de 1 a 2 metros de altura, espeso, con ramas flexibles, caídas, ligeramente angular y algo espinoso (con espinas de 0,5 a 2 cm). Las hojas de color verde pálido, ligeramente glauco por abajo y ovadas-elípticas o lanceoladas. Por lo general son solitarias o, a veces agrupadas por 2-4. Las flores púrpuras tienen un cáliz acampanado, de 3-4 mm, sin labios 3-5 lóbulos densamente ciliado. La corola está formada de un tubo casi tan largo como los lóbulos de la hoja que se extienden. Los estambres tienen un anillo de vellosidades en la base. El fruto es una baya roja, ovoide, de 7-15 x 5-8 mm con muchas semillas.

## Ecología
Lycium chinense tiene una amplia distribución en Eurasia: Japón, Corea, China, Mongolia, Nepal, Pakistán, el sudeste de Asia y sur de Europa. Se produce en todo el territorio chino, con la excepción de Tíbet donde solo crece Lycium ruthenicum .

## Hábitat
Crece en setos y bordes de carreteras.
La variedad L. chinense var chinense se cultiva extensamente en China como una hierba medicinal o como nutracéutico.

## Historia
Los Lycium chinense son mencionadas en las principales farmacopeas de la antigüedad europea y china. En ese momento, el lenguaje era todavía poco claro y designaba las mismas especies en diferentes lugares. Por otra parte, no sabemos su distribución en ese momento.
Antigüedad europea
La menciona en el siglo IV antes de Cristo, el botánico griego Teofrasto , y en el Ier siglo Dioscórides y Plinio el Viejo, donde describen arbustos espinosos que se cree que son Lycium.
En 1813, dijo Lamarck que Lycium chinense y L. barbarum se cultivaban en jardines (Enciclopedia Metódica: Botánica , vol 3, p 427 ...)
China, desde la antigüedad hasta nuestros días
El clásico de materia médica, Shennong Ben Cao Jing, compilado a principios de nuestra era indica un pequeño anuncio de que gouqi枸杞 está "frío amargo ... fortalece los tendones y los huesos y disminuye el envejecimiento." 
En chino, gouqi , se refiere a una forma indistinta de Lycium, donde la más común es Lycium chinense Miller y el más utilizado en la farmacopea Ningxia gouqi, la Lycium barbarum L.
En ese momento, los lyciums era uno de los muchos fármacos recomendados por los médicos taoístas para alcanzar la inmortalidad (terrestre). Se refiere únicamente a través de los siglos, muchos taoístas, médicos y poetas famosos tomaron decocciones goji con la esperanza de prolongar sus vidas. Entre los más conocidos se citan dos doctores de la dinastía Jin, Ge Hong y Tao Hongjing y el doctor Tang, Sun Simiao.
En su compendio de Materia Médica Bencao gangmu, el herbolario y médico Li Shizhen, lleva dieciséis siglo después de los primeros tratados, la idea taoísta que el goji aumentaría la longevidad. Ya que "tonifica los riñones, humedece los pulmones, estimula el jing精 y energiza el qi气" N 3. Se recomienda recoger brotes en primavera, flores de verano, fruta de otoño y las raíces de invierno. La corteza de la raíz ( Digupi地骨皮) se consideró bien contra el calor excesivo en los pulmones y fiebre debido a una deficiencia de yin.
La adhesión a estas antiguas creencias sigue siendo muy fuerte en China, ya que estimula la medicina popular, aprendida y financiada también por el estado.

## Composición
El Lycium chinense está muy cercana de la especie Lycium barbarum pero mucho menos estudiada. La composición de estas dos especies esta cercana, para más detalles que se refieren a ella , se dam aquí unos estudios específicos.
Hojas
Las hojas son ricas en vitaminas antioxidantes como las vitaminas C y E. Tienen 3 como de fructosa (0,58-1,54%) de glucosa (0,33-1,33%), sacarosa (0,23 a 0,68%), y maltosa (0,60 -0,98%). Se detectaron ácidos orgánicos no volátiles: ácido cítrico, ácido oxálico, ácido malónico, ácido málico, ácido succínico, ácido láctico y ácido fumárico.
Se detectaron dieciocho aminoácidos diferentes (prolina, histidina, alanina, leucina, etc.) a diferentes valores, dependiendo de la temporada.
La betaína, un alcaloide, se encuentra en abundancia en la tasa de 1,50% en las hojas secas.
De los flavonoides se aisló rutina en una cantidad de, 1,1 - 2,7% del peso seco de las hojas.
El contenido total de taninos fue de 0,90 a 2,10%, con las tasas más altas en octubre.
Por último, se han identificado 55 componentes volátiles, que contribuyen al sabor,: cuatro ácidos, 15 alcoholes, aldehídos, ésteres 7 2, 3 furanos, hidrocarburos 9, 2 ionona.
Frutas
Betaína, un alcaloide, se encuentra en la fruta seca a una tasa de 0,15-0,21%.
Como componente volátil, hay un sesquiterpeno, la (-) -1,2-deshidro-alfa-cyperone y Solavetivone (Sannai 1982).
Se puede extraer con agua tres fracciones principales frías (Cp-1, -2 y -3) proteínas que contienen arabinogactanes 5 (AGP). En el primero, hay una arabinoxilano (Cp-1-A), un arabinano (Cp-1-B), y arabinogalactano Cp-1-C y-D. En la segunda, arabinogalactano Cp-2-B. En un extracto de agua caliente, arabinogalactano Hp-2-C ha sido identificado. Estos polisacáridos tipo arabinogalactanos están ampliamente distribuidos en el reino vegetal. También se encuentra en las uvas, vino, colza, café y espárragos, etc.
La fruta también contiene derivados de pirrol con propiedades hepatoprotectoras 8 .
El kukoamina A y B, derivados de los alcaloides espermina fueron aisladas de la corteza de la raíz.
También hay alcaloides 10 , 11 incluyen: la calystegina A3, A5, A6, A7, B2, B3, B4, B5, C1, C2 N1

## Usos
En China, solo el Lycium barbarum está registrado en la Farmacopea de la República Popular de China, pero sucede que la Lycium chinense var potaninii es vendida como material médico en su lugar. El L. chinense también está ampliamente disponible en los mercados de Corea, Japón y Taiwán.
Las hojas frescas se consumen como verdura.
Wong et als, 12 mostraron en un estudio de las actividades antioxidantes de 25 verduras compradas en los mercados de Singapur, donde las hojas frescas de Lycium chinense tenían una excelente actividad quelante de iones cúpricos, pero una actividad antioxidante equivalente de Trolox (TEAC) peor. Para la quelación, se encuentra en 4 ª posición detrás del cilantro ( Coriandrum sativum ) y el amaranto rojo (Amaranthus gangeticus y la ( Mentha arvensis ), por la eliminación de radicales libres, se encuentra en 20 ª posición (de un total de 25) con cilantro.
Corteza de la raíz
La corteza de la raíz seca de Lycium chinense y L. barbarum es utilizada en la medicina tradicional china, conocido como el nombre chino de Digupi地骨皮. Sus indicaciones tradicionales incluyen el asma, tos, fiebre, debido a la deficiencia de yin.
La fruta
Conocida bajo el nombre comercial de goji berry y chino gouqizi枸杞子, el resultado tiene las mismas indicaciones y tradicionales de los requisitos terapéuticos de Lycium barbarum.
La fruta también se utiliza en la cocina china y se utiliza para hacer infusiones.

## Taxonomía
Lycium chinense fue descrita por Philip Miller y publicado en The Gardeners Dictionary: . . . eighth edition Lycium no. 5. 1768.
Variedades
- Lycium chinense var. chinense
- Lycium chinense var. potaninii (Pojark.) A.M. Lu

Sinonimia
- Lycium barbarum var. chinense (Mill.) Aiton
- Lycium megistocarpum var. ovatum (Poir.) Dunal
- Lycium ovatum Poir.
- Lycium potaninii Pojark.
- Lycium rhombifolium Dippel
- Lycium sinense Gren.
- Lycium trewianum Roem. & Schult.[6][7]